# Abercius d'Hiérapolis
 (décembre 2018).
Si vous disposez d'ouvrages ou d'articles de référence ou si vous connaissez des sites web de qualité traitant du thème abordé ici, merci de compléter l'article en donnant les références utiles à sa vérifiabilité et en les liant à la section « Notes et références ».
Abercius (en grec Ἀβἑρκιος / Aberkios, var. Ἀουἰρκιος) est un saint grec dont la tradition fait un évêque d'Hiérapolis (Phrygie) vers la fin du IIe siècle. Son nom est associé à une célèbre inscription aujourd'hui conservée au musée du Latran. Abercius est un saint populaire dans toute l'Église orthodoxe. Sur la foi des synaxaires médiévaux, il y est honoré le 22 octobre (et peut-être localement le 22 novembre) comme premier évêque d'Hiérapolis, thaumaturge et surtout grand évangélisateur, ce qui lui vaut le titre traditionnel d' « Égal aux Apôtres ».

## LaVitagrecque d'Abercius
Jusque vers la fin du XIXe siècle, Abercius n'était connu que par une Vita grecque datable du IVe ou du Ve siècle et transmise au Xe siècle par Syméon Métaphraste, le plus important des compilateurs hagiographes byzantins. Ce texte est sans valeur historique. Abercius, évêque d'Hiérapolis, y apparaît comme un grand pourfendeur d'idoles qui convertit en masse ses concitoyens encore païens. Au cours d'un voyage à Rome riche en miracles, il guérit la fille de l'empereur qui était possédée d'un démon. Puis le Christ lui-même (qui lui apparaît souvent) lui ordonne d'aller évangéliser les Syriens. Abercius exécute sa mission, se signale par son intense activité thaumaturgique, puis, déjà âgé, s'en retourne dans sa patrie. Avant sa mort, il fait graver son épitaphe sur un autel que le diable, vaincu par le saint, avait été obligé de transporter de Rome à Hiéropolis. L'auteur de la Vita transcrit cette inscription qui consiste en 22 vers passablement obscurs, avec des altérations manifestes et qui paraît contenir un symbolisme eucharistique assez embarrassé. Telles quelles, la Vita et l'épitaphe ont toujours rebuté les savants et il s'en est trouvé pour douter de l'existence même de ce saint, inconnu par ailleurs.

## L'inscription d'Abercius

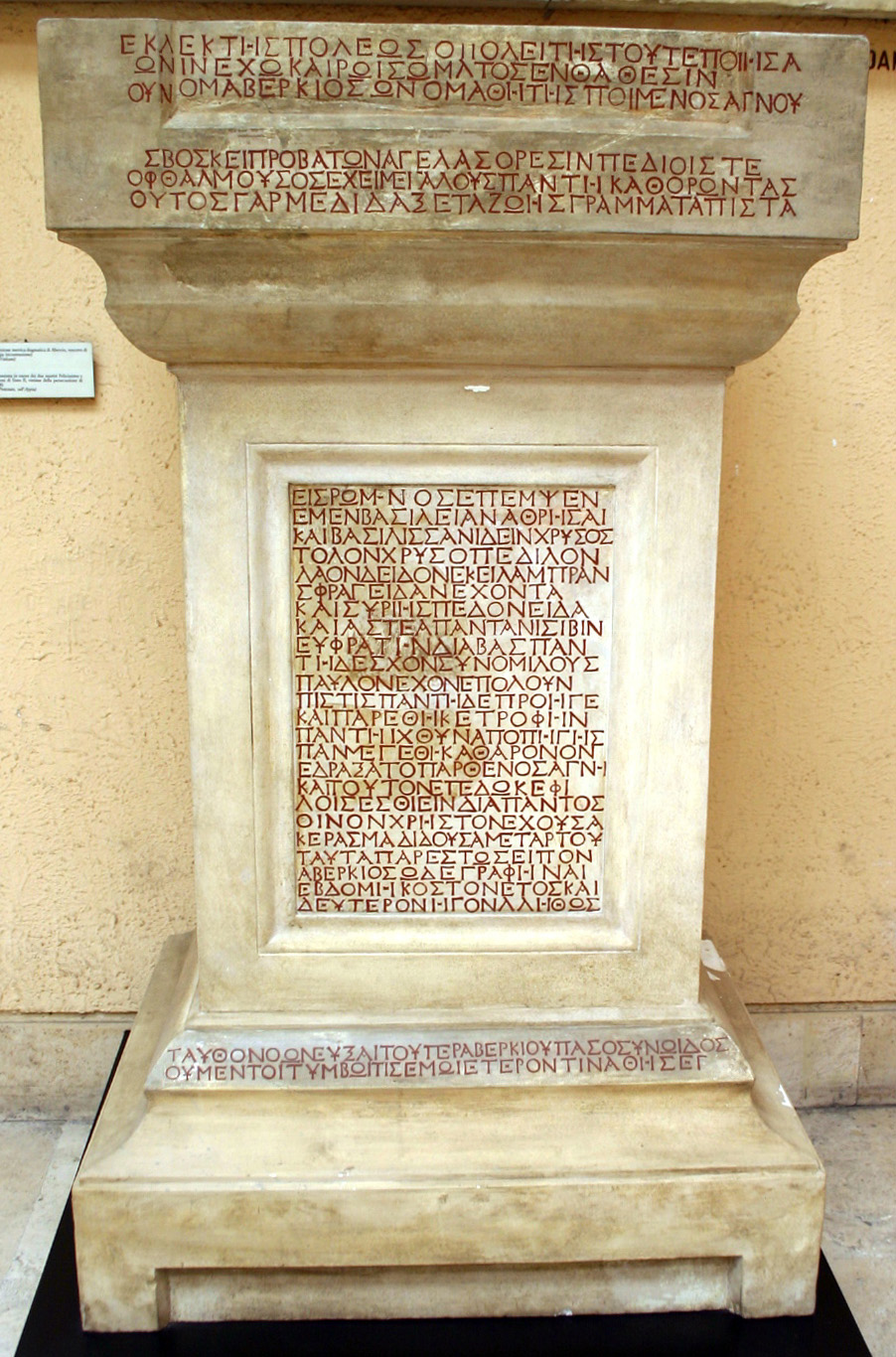
Inscription d'Abercius

Mais en 1882, l'archéologue écossais William Ramsay découvre à Kelendres (près de l'ancienne Synnada en Phrygie) le début et la fin d'une inscription funéraire concernant un certain Alexandre, fils d'Antonios. Elle est précisément datée de l'an 300 de l'ère phrygienne, soit l'an 216 ap. J.-C. On y reconnaît rapidement les vers de l'épitaphe d'Abercios. De plus, on remarque que la substitution du nom d'Alexandros à celui d'Aberkios rend l'hexamètre boiteux, ce qui indiquerait qu'on est en présence d'une réutilisation de la composition. Le grand archéologue catholique Jean-Baptiste De Rossi - l'un des rares à avoir pressenti l'importance du texte dans la Vita - incite Ramsay à retourner sur le site d'Hiéropolis et l'année suivante celui-ci a la bonne fortune de retrouver deux autres fragments de l'inscription, réemployés dans les murs d'un édifice public.
Ces divers fragments, joints au texte de Syméon, permettent de tenter la reconstitution du texte primitif - qui a donné lieu à de vifs débats. Cependant la version de Lightfoot, bien que partiellement vieillie, reste à la base des travaux modernes.
La traduction libre (et mauvaise) en français qui suit s'appuie, avec quelques retouches, sur une bonne version anglaise de Johannes Quasten :
« Citoyen de cette illustre ville, j'ai fait de mon vivant construire (ce tombeau) pour que mon corps y repose un jour. Mon nom est Abercius. Je suis le disciple d'un pur pasteur qui dirige la troupe de ses agneaux à travers monts et plaines et dont l'œil immense voit toutes choses, car il m'a appris les lettres dignes de foi. C'est lui qui m'a fait entreprendre le voyage de Rome pour en contempler la majesté souveraine et y voir une reine à la robe et aux sandales d'or ; j'y vis aussi un peuple portant un sceau brillant. Et je vis le pays de Syrie et toutes ses villes ; je vis Nisibe en allant au-delà de l'Euphrate. Partout j'ai rencontré des frères. J'avais Paul (pour compagnon ?)… La foi me guidait et me procurait en tout lieu pour nourriture un poisson très grand et très pur, recueilli à la source par une vierge sans tache, et c'est ce qu'elle sert constamment à la table des amis, elle a un vin excellent qu'elle verse (coupé d'eau ?) pour accompagner le pain. Ce sont les paroles véritables que j'ai dites, moi Abercius, afin qu'elles soient mises ici par écrit, alors que je suis dans la  soixante-douzième année de mon âge. Que le frère qui entend et comprend ces choses comme moi prie pour Abercius. Que nul ne recouvre mon tombeau par un autre, ou il paierait deux mille pièces d'or au Trésor romain et mille pièces d'or à ma chère cité d'Hiéropolis. »
Une autre traduction donne : 

« Citoyen d’une cité distinguée j’ai fait ce [tombeau] de mon vivant, afin d’y avoir un jour pour mon corps une place ; mon nom est Abercius ; je suis le disciple d’un pasteur pur, qui pait ses troupeaux de brebis par monts et plaines, qui a des yeux très grands qui voient tout. C’est lui qui m’enseigna les écritures fidèles, qui m’envoya à Rome contempler la [cité] souveraine et voir la reine aux vêtements d’or, aux chaussures d’or. Je vis là un peuple qui porte un sceau brillant. J’ai vu aussi la plaine de Syrie, et toutes les villes, et Nisibe par delà l’Euphrate. Partout j’ai eu des confrères, j’avais Paul pour… Et la foi partout me conduisait. Partout elle me servit un poisson de source, très grand, pur, qu’a péché une vierge pure. Elle le donnait sans cesse à manger aux amis, elle a un vin délicieux, elle le donne avec du pain. Abercius, j’ai ordonné d’écrire ces choses ici à l’âge de soixante et douze ans véritablement. Que le confrère qui comprend prie pour Abercius. On ne doit pas mettre un tombeau au-dessus du mien : sinon deux mille pièces d’or [d’amende] pour le fisc romain, mille pour ma chère patrie Hiéropolis. »

L'établissement précis de ce texte et son interprétation font toujours l'objet de discussions. Mais plus personne ne conteste aujourd'hui son caractère chrétien (comme l'ont fait Fick et Harnack). On a même plusieurs fois désigné ce texte comme « la reine des inscriptions chrétiennes » tant son importance est évidente pour l'histoire du christianisme primitif.
Abercius affirme sa foi dans un langage symbolique et métaphorique qui n'est pas sans faire penser aux cultes à mystères. La femme romaine aux vêtements d'or, c'est l'Église ; le peuple portant le sceau, c'est la communauté chrétienne (l'image du sceau, σφραγἱς, pour parler du baptême est bien attestée à l'époque). Puis viennent le grand et pur poisson qui est évidemment l'Ichthys symbole du Christ que la foi offre à la manducation des fidèles, la Vierge qui le pêche à la source (autre image qui a des parallèles), le vin et le pain du repas eucharistique... Il renvoie ainsi à un christianisme encore proche de la secte, fortement communautaire, qui ne se pense pas encore vraiment comme universitas, cultive son langage propre et réserve aux convertis ses pratiques et une part de son savoir. À l'autre extrémité de l'Empire, l'inscription de Pectorius d'Autun (dont le fond lui est peut-être contemporain) témoigne de la même attitude.
L'inscription d'Abercius est aussi le plus ancien texte épigraphique datable qui nous renseigne sur les idées et les pratiques eucharistiques et son apport est capital pour leur histoire. Elle a naturellement sa place marquée dans des dossiers sur la poésie grecque chrétienne, sur le symbolisme chrétien primitif, sur l'implantation du christianisme à la fin du IIe siècle, sur la préhistoire de la primauté romaine, sur la pratique de la prière pour les morts...

## À la recherche d'Abercius
Il est clair désormais que l'auteur de la Vita connaissait l'inscription, sans doute encore en place à l'époque de sa rédaction, mais qu'il ne savait rien de son héros. Il a donc repris le seul élément narratif exploitable du texte (un voyage à Rome et en Syrie) et l'a noyé dans un fatras de miracles puisés à diverses sources (on a montré par exemple qu'il connaissait les Actes apocryphes de Pierre) ou même dans son imagination.
Historiquement, Abercius reste un personnage mystérieux. Si l'existence et l'ampleur de son inscription funéraire indiquent un personnage important, rien n'y suggère qu'il ait été évêque, comme le veulent la Vita et la tradition orthodoxe qui en découle. Du petit siège d'Hiéropolis, on ne connaît sûrement que trois titulaires, tous par des souscriptions conciliaires : Flaccus aux conciles de Nicée en 325 et de Philoppopolis en 347, Avircius au concile de Chalcédoine en 451 (ce nom est le même qu'Abercius) et Michel au second concile de Nicée en 787. Les listes épiscopales tardives mêlent généralement Abercius aux évêques d'Hiéropolis par confusion entre deux cités voisines et presque homonymes (Syméon au Xe siècle commettait déjà cette erreur).
Une hypothèse récurrente qui remonte au XIXe siècle et aux travaux de Lightfoot veut identifier notre Abercius avec un certain Abercius Marcellus, commanditaire et destinataire d'un traité anti-montaniste anonyme dont Eusèbe nous a conservé de longs extraits (Hist. Eccl. V, 16-17). Ce texte pouvant être daté du début de la décennie 190 (voir à l'article Asterius Urbanus), cela fournirait en même temps une date dans la vie d'Abercius qui en manque cruellement. Mais, malgré quelques arguments recevables, le débat reste ouvert. Dans la foulée, on a voulu, sans résultat décisif, chercher des traces d'anti-montanisme militant dans l'inscription.
Quant à l'identité de cet Alexandre qui aurait usurpé l'épitaphe d'Abercius vingt ans (ou moins) après sa mort, les relations qu'ils auraient pu avoir de leur vivant, il est impossible d'en avoir la moindre idée.
Abercius a-t-il écrit lui-même ? Au XVIe siècle Cesare Baronio fait allusion à une Épître à Marc-Aurèle dont on ne trouve pas mention ailleurs. Il s'agit sûrement d'une confusion avec Claude Apollinaire, un apologiste mal connu, donné comme évêque d'Hiérapolis et qui aurait adressé un ouvrage à cet empereur. On a également recherché en vain un Traité de discipline (Biblos Didaskalias) cité par le père Halloix dans le second volume de ses Illustrium ecclesiae orientalis scriptorum... vitae et documenta (1636).

## Le saint
De nombreuses églises et monastères lui sont dédiés. L'iconographie est celle d'un saint évêque, parfois muni d'un bâton pastoral. En Occident, bien qu'il ait été accueilli dans le martyrologe romain, il ne paraît avoir été connu (et encore modestement) qu'en Italie où il a sans doute été amené par des réfugiés de Constantinople au XVe siècle. En français, on trouve parfois la forme « Aberce », mais elle ne semble jamais être sortie des dictionnaires.